# Lancia Stratos HF

Lancia Stratos HF automobil talijanskog proizvođača automobila Lancia. 
Lancia je predstavila prototip Lancia Stratos HF 1971. na Torinskom autosajmu. Za dizajn je zaslužan Marcello Gandini, tada u dizajnerskoj tvrtci Bertone. Model se proizvodio od 1972. do 1974. Ukupno su proizvedena 492 komada.
Model je bio vrlo usjepšan u reli utrkama. Osvoji je tri titule ukupnog pobjednika Svjetskog prvenstva u reliju (1974., 1975. i 1976.) u rukama vozača Sandra Munarija i Björn Waldegårda, a Sandro Munari je 1977. osvoji prvi FIA Kup za reli vozače, preteču titule Svjetskog prvaka u reliju.